# Алі II (бей Тунісу)
Алі II (араб. أبو الحسن علي باي; нар. 24 листопада 1712 — 26 травня 1782) — 4-й бей Тунісу з династії Хусейнидів в 1759—1782 роках. Повне ім'я Абу'л Хасан Алі ібн Хусейн

## Життєпис

### Молоді роки
Син бея Аль-Хусейна I та корсиканки-наложниці. Народився 1712 року в Тунісі. Здобув гарну освіти, але більше захоплювався військовою справою. 1735 року батька було повалено Алі ібн Мухаммадом, стриєчним братом Алі. Разом з Аль-Хусейном і старшим братом Мухаммадом втік до Суза, а потім Кайруану. Тут вірні Аль-Хусейну війська боролися проти Алі I до 1740 року, коли місто було захоплено, а Аль-Хусейна старчено. Мухаммад втік до Алжир, а Алі — до Костянтини.
Намагався підбурювати прикордонні племена проти влади стриєчного брата — Алі I, бея Тунісу. 1756 року разом з братмо у супроводі алжирських військ повалив останнього, який потрапив у полон. Підчас конфлікту з алжирським деєм Алі II щодо розподілу здобичі втік до сфаксу, де відбив спроби алжирців захопити місто. Потім очолив війська, що завдали поразки бунтівникам та яничарам — союзникам дея Алі II. Це призвело до домовленостей між Алі II й Мухаммадом. В результаті династія хусейнидів була відновлена в тунісі, але визнавала зверхність Алжиру, за що щорічно сплачувала данину.
Під час правління брата Мухаммада I набув чималої ваги, контролюючи війська. Тому після його смерті у 1759 році відсторонив небожів Махмуда та Ісмаїла від спадку, ставши новим беєм Тунісу.

### Панування
1762 року проти нього повстав небіж Сід-Ісмаїл (син бея Алі I), але його було швидко переможено. Той втік до Алжиру, де згодом помер. 1764 року помер його син — спадкоємець Сіді-Сулейман. Новим спадкоємцем трону (бей аль-махала) призначив сина Хаммуда. 1766 року отримав почесний титул аміра аль-умара (володаря володарів).
Продовжив політику попередника щодо визнання зверхності Алжиру, чим забезпечив мир на західному кордоні. Також сприяв розвитку торгівлі з європейськими країнами. Намагався використати корсиканське повстання, що тривало з 1755 року, проти Генуезької республіки, створивши на острові піратські бази.
Подальше розширення діяльності туніських піратів призвело до конфлікту з Францією. Флот останньої 1770 року здійснив бомбардування портів Тунісу і Джерби. Бей вимушен був визнати приєднання Корсики до Французького королівства та звільнити корсиканських рабів, а також підтверджено високий статус французького генерального консула.
1777 року через хворобу передав свої повноваження синові Хаммуді. Помер в палаці в Бардо 1782 року.